# جوزيف شين
جوزيف شين (بالإنجليزية: Joseph Chinn)‏ (و. 1798 – 1840 م)هو سياسي، ومحامي من الولايات المتحدة الأمريكية . تولى منصب عضو مجلس ولاية فرجينيا، وعضو مجلس نواب الولايات المتحدة من ولاية فرجينيا .
وهو عضو في الحزب الديمقراطي الأمريكي .
توفي في ريتشموند .